# Bezirkstagswahlen in der DDR 1958
Die Bezirkstagswahlen in der DDR 1958 fanden gemeinsam mit der Volkskammerwahl 1958 am 16. November 1958 statt. Es waren die zweiten Bezirkstagswahlen in der DDR.

## Wahlsystem
Es war eine Scheinwahl. Es konnte lediglich über die Einheitsliste der Nationalen Front abgestimmt werden. Die Wahl hatte auf die Stärke der Fraktionen keinen Einfluss. Deren Größe wurde im Voraus festgelegt. Das Wahlrecht der DDR erlaubte auf dem Papier die öffentliche Kontrolle der Wahlauszählung. In der Praxis fand dies aus Angst vor Repressionen nicht statt. Bestimmt wurden die Abgeordneten in den Bezirkstagen.
Die Bezirkstagswahlen fanden auch in Ost-Berlin statt. Aufgrund des Viermächte-Status der Stadt Berlin war Ost-Berlin nicht Teil der DDR, die „Stadtverordnetenversammlung von Groß-Berlin“ (gemeint war Ost-Berlin) war faktisch jedoch einem Bezirkstag gleichgestellt.
Um eine möglichst hohe Zustimmung zum Wahlvorschlag der Nationalen Front zu erzielen, beschloss das Politbüro der SED am 15. Juni 1957 eine geheime Anweisung zur Gültigkeit der Stimmzettel bei den Kommunalwahlen, die allen Wahlleitern mündlich vorgetragen wurde. Danach sollten auch solche Stimmzettel als gültige Zustimmungen gewertet werden, bei denen Kandidaten gestrichen worden waren oder bei denen Zusätze wie „Frieden“ o.a. vorgenommen waren. Nur Stimmzettel, bei denen alle Kandidaten gestrichen worden waren (wie durch ein X über den ganzen Stimmzettel) wurden als Nein-Stimmen gewertet.
Rechtsgrundlage der Wahl war das Gesetz über die Wahlen zu den Bezirkstagen der Deutschen Demokratischen Republik vom 4. August 1954.

## Wahlergebnis
Die Wahlbeteiligung für die Wahl der Bezirkstage (incl. Ost-Berlin) lag nach offiziellen Angaben mit 12.521.050 abgegebenen Stimmen bei 12.670.778 registrierten Wählern bei 98,82 %. 15.377 Stimmen (= 0,12 %) wurden als ungültig gewertet. Damit wurden 99,87 % Zustimmung (12.488.914 Stimmen) zum Wahlvorschlag der Nationalen Front gezählt, 16.758 Personen oder 0,13 % hatten demnach gegen ihn gestimmt.